# Giuseppe Antonio Borgese
Giuseppe Antonio Borgese 	
Giuseppe Antonio Borgese (n. Polizzi Generosa, Sicilia 1882 - Fiesole, 1952) fue un escritor, periodista y crítico literario italiano.

## Biografía
Giuseppe Antonio Borgese fue alumno de Girolamo Vitelli y Rajna Pio en la Universidad de Florencia. Allí se graduó en Artes en 1903, con una tesis titulada Historia de la crítica romántica en Italia. Sería publicada en Nápoles por Ediciones de la Cruz, en 1905.
Al mismo tiempo comenzó a cooperar en Leonardo. Y en 1904 fundó la revista Hermes, del todo escorada hacia D'Annunzio, convirtiéndose en el joven director de esta publicación enfática. Más adelante se apartaría totalmente de la retórica dannunziana que hizo estragos por entonces.
Realizó además una intensa actividad periodística como editor del Corriere della Sera, corresponsal especial de La Stampa y redactor jefe de la mañana.
Fue profesor de la Universidad de Turín y de literatura alemana en Roma, y luego ganó la cátedra en la Universidad de Milán, donde enseñó historia y la estética de la crítica solo hasta 1931. Pues, en 1931, el régimen de Mussolini impuso a los profesores universitarios un Juramento de lealtad al fascismo. De unos 1.200, solo catorce se negaron a humillarse, y en particular así lo hizo Borgese. En consecuencia, fue excluido de la enseñanza, lo cual le obligó a salir de Italia para establecerse en los Estados Unidos. Allí vivió en un exilio político, especialmente marcado después de su escrito de acusación contra el fascismo en 1937: Goliat. Este libro solo se conoció en Italia tras la Guerra Mundial, y en general el autor, aunque muy reconocido en medios especializados, no ha sido suficientemente divulgado.
Durante su exilio fue profesor en las universidades de California y Chicago hasta el final de la Segunda Guerra Mundial.
Fue en los Estados Unidos donde se hizo amigo de Thomas Mann. Se enamoró de Elisabeth, la hija menor del escritor, se divorció de su primera esposa y se casó con ella. Tuvieron dos hijas, Angélica y Dominica.
En 1945 regresó Borgese a Milán, ciudad donde vivió la mayor parte de los últimos años de su vida y en su villa de Forte dei Marmi. Murió en Fiesole

## Obras
Borgese es un escritor versátil y además de su trabajo como periodista y crítico, fue un compositor de obras poéticas, novelas, cuentos y novelas y obras de teatro. Además escribió poesía, La canción del paciente (1910), publicó los Poemas (1922) y Poemas 1922-1952 (1952).
Más tarde, desde 1925, empezó con los relatos. Confeccionó dos novelas. Destaca Rube (1921), un trabajo notable no solo por su estilo sino por su misma trama, que analiza los efectos psicológicos y las contradicciones morales de un intelectual.
Borgese también escribió otros relatos que se reunieron en 1950, entre los que incluyen: La ciudad desconocida de 1925, Alta 1927, El sol no estáeclipsado en 1929, Ninguna de las tormentas en 1931, El peregrino apasionado de 1933, La Siracusa 1950.
Y escribió un ensayo sobre la trágica muerte por suicidio de Rodolfo de Habsburgo, heredero de archiducado de Austria ( "La tragedia de Mayerling", 1925); se sigue considerando un hito en ese misterioso y nunca explicado plenamente suceso y un modelo de periodismo riguroso. Compuso dos dramas: El Archiduque (1924), de nuevo sobre la situación de Rodolfo, y Lázaro (1925).
Los ensayos de crítica literaria y estética mantuvieron una línea polémica, pues se enfrentó abiertamente con sus maestros y con sus primeros modelos, en especial contra D'Annunzio, poeta nacionalista y cercano al régimen. El Borgese periodístico y político se agrupó en varios volúmenes, como La guerra de ideas, Italia y la nueva alianza, y otros más.
Entre los libros de viajes destacan: Otoño en Constantinopla, Un largo paseo por la primavera, Excursiones en tierras nuevas, y Atlante americano.

### Poesía
- La canzone paziente, Ricciardi, 1910
- Le Poesie, Mondadori, 1922
- Poesie 1922-1952, Mondadori 1952
- Rubè, Milán, Treves, 1921
- I vivi e i morti, Treves, 1923

### Novelas
- La città sconosciuta, Treves, 1925
- Le belle, Treves, 1927, relatos
- Il sole non è tramontato, Treves, 1929
- Tempesta nel nulla, Treves, 1931
- Il pellegrino appassionato, Treves, 1933
- La Siracusana, Treves, 1950
- Le novelle, Mondadori, 19502 vols.

### Teatro
- L'Arciduca, Treves, 1924
- Lazzaro, Treves, 1925

### Ensayos de crítica literaria y estética
- Gabriele D'Annunzio, Nápoles, Ricciardi, 1909
- Mefistofele. Con un discorso sulla personalità di Goethe, Florencia, Quattrini,  1911
- La vita e il libro, Turín, Bocca, 1910-1913, 3 vols.
- Studi di letterature moderne, Milán, Treves, 1915
- Resurrezione, Florencia, Perella, 1922
- Tempo di edificare, Treves, 1923
- Ottocento europeo, Treves, 1927
- Il senso della letteratura italiana, Treves, 1931
- Poetica dell'unità. Cinque saggi, Treves, 1934
- Problemi di estetica e storia della critica, Mondadori, 1952.

### Periodismo y política
- La nuova Germania, Turín, Bocca, 1909
- Italia e Germania, Milán, Treves, 915
- Guerra di redenzione, Milán, Ravà,  1915
- La guerra dlle idee, Treves, 1916
- L'Italia e la nuova alleanza, Treves, 1937
- L'Alto Adige contro l'Italia, Treves, 1921
- La tragedia di Mayerling Treves, 1925
- Goliath, the March of Fascism, Nueva York, The Viking Press,  1937
- Disegno preliminare di costituzione mondiale, Mondadori, 1949

### Libros de viajes
- Autunno a Costantinopoli, Milán, Treves, 1929
- Giro lungo per la primavera, Milán, Bompiani, 1930
- Escursioni in terre nuove, Milán, Ceschina, 1931
- Atlante americano, Parma, Guanda,  1936